# Orthophytum ophiuroides
Orthophytum ophiuroides är en gräsväxtart som beskrevs av Louzada och Maria das Graças Lapa Wanderley. Orthophytum ophiuroides ingår i släktet Orthophytum och familjen Bromeliaceae. Inga underarter finns listade i Catalogue of Life.